# بوبي كيم
بوبي كيم (هانغل: 바비 킴) هو مغني كوري جنوبي، ولد في 12 يناير 1973 في سول في كوريا الجنوبية.

## وصلات خارجية
- الموقع الرسمي
- بوبي كيم على موقع ميوزك برينز (الإنجليزية)
- بوبي كيم على موقع ديسكوغز (الإنجليزية)